# Oxyethira brevis
Oxyethira brevis är en nattsländeart som beskrevs av Wells 1981. Oxyethira brevis ingår i släktet Oxyethira och familjen smånattsländor. Inga underarter finns listade i Catalogue of Life.